# Clidemia setosa
Clidemia setosa är en tvåhjärtbladig växtart som först beskrevs av José Jéronimo Triana, och fick sitt nu gällande namn av Henry Allan Gleason. Clidemia setosa ingår i släktet Clidemia och familjen Melastomataceae. Inga underarter finns listade i Catalogue of Life.